# Роуз, Эрнестина
Эрнести́на Луи́за Ро́уз (серб. Ernestine Louise Rose, урождённая Потовская; 13 января 1810, Петроков, Герцогство Варшавское, ныне Польша — 4 августа 1892, Брайтон, Восточный Суссекс, Великобритания) — суфражистка, аболиционист и вольнодумец, ее называют «первой еврейской феминисткой». Стала участницей оуэнистского кружка, развернула широкую лекционную и пропагандистскую деятельность в Англии и США, ратуя за отмену рабства и всестороннее — политическое, юридическое и социальное — равенство женщин. Ее карьера охватывала период с 1830-х по 1870-е годы, что делает ее современницей более известных суфражисток Элизабет Кейди Стэнтон и Сьюзен Б. Энтони. В современных обсуждениях американского движения за права женщин она считается одной из главных интеллектуальных сил в США XIX века. Ее отношения с иудаизмом являются одним из спорных мотивов ее правозащитной деятельности. Хотя ее помнят меньше, чем ее коллег-суфражисток и аболиционисток, в 1996 году она была включена в Национальный зал славы женщин, а в 1998 году было основано Общество Эрнестины Роуз, чтобы «возродить наследие этого важного реформатора начала девятнадцатого века, признав ее новаторскую роль в первой волне феминизма».

## Ранняя жизнь
Она родилась 13 января 1810 года в Пётркуве-Трыбунальском, герцогство Варшавское, как Эрнестина Луиза Потовская. Её отец был богатым раввином. Необычным для того времени является тот факт, что она получила образование и выучила иврит. О ее матери нет никакой информации. В пятилетнем возрасте Роза начала «сомневаться в справедливости Бога, Который требует таких тягот», как частые посты, которые соблюдал ее отец. По ее словам, она «была бунтаркой в возрасте пяти лет». По мере взросления Эрнестина Роуз все чаще стала задавать вопросы отцу по религиозным темам. Он сказал ей: «Молодая девушка не хочет понять предмет своего вероучения, а хочет принять его и верить в него». Позже она говорила, что с этого события началось ее неверие в Бога и начали сформировываться принципы защиты прав женщин.
Когда ей было шестнадцать лет, ее мать умерла и оставила ей значительное наследство в качестве приданого. Отец, без ее согласия, обручил ее со своим другом-евреем, чтобы «теснее привязать ее к лону синагоги». Эрнестина Роуз, не желая вступать в брак с человеком, которого она не выбирала и не любила, обратилась к нему, признаваясь в своей нелюбви к нему и умоляя отпустить ее. Однако Роуз была женщиной из богатой семьи, и ее муж отклонил просьбу. Тогда Эрнестина Роуз совершила необычный для того времени поступок и отправилась в светский гражданский суд города Калиш — зимой это было непросто — где она сама отстаивала свою правоту. Суд вынес решение в ее пользу, не только освободив ее от обручения, но и постановив, что она может сохранить все наследство, полученное от матери. Она решила передать свое состояние отцу, но с радостью отреагировала на свободу от обручения. Вернувшись домой, она обнаружила, что в ее отсутствие отец снова женился, причем на шестнадцатилетней девушке. Возникшее напряжение заставило ее навсегда покинуть родительский дом в возрасте семнадцати лет и перебраться в Пруссию.
Эрнестина Роуз отправилась в Берлин, однако у неё на пути стоял антисемитский закон, согласно которому все непрусские евреи должны были иметь прусского поручителя. Она обратилась непосредственно к королю и получила освобождение от этого правила. Вскоре после этого она изобрела бумажный дезодорант — парфюмированную бумагу для использования в качестве освежителя воздуха для комнат. Продажи этого изобретения обеспечили ей материальную независимость, чтобы финансировать дальнейшие путешествия.

## Англия и США
Она побывала в Бельгии, Нидерландах, Франции и, наконец, в Великобритании. Однако ее прибытие в Англию прошло не так гладко, поскольку корабль, на котором она плыла, потерпел кораблекрушение. Хотя Роуз благополучно добралась до Англии, все ее имущество было уничтожено, и она оказалась без средств к существованию. Чтобы прокормить себя, она искала работу преподавателя немецкого языка и иврита; она также продолжала продавать свою парфюмированную бумагу. Находясь в Англии, она познакомилась с Робертом Оуэном, английским философом и утопическим социалистом, который был настолько впечатлен ею, что пригласил ее выступить в большом зале для радикальных ораторов. Несмотря на ее ограниченное знание английского языка, она произвела такое впечатление на аудиторию своим ее ораторским талантом, что с тех пор ее выступления стали регулярными. Они с Оуэном стали близкими друзьями, и она даже поучаствовала в создании «Ассоциации всех классов и наций», выступавшей за права человека для всех людей всех наций, полов, рас и классов. Роберт Оуэн называл Эрнестину Роуз «своей дочерью». Во время пребывания там она также познакомилась с Уильямом Эллой Роузом, ювелиром и серебряных дел мастером, англичанином-христианином и «ярым последователем» Р. Оуэна. Вскоре они поженились в гражданском суде, и оба ясно дали понять, что считают этот брак гражданским, а не религиозным договором.
В мае 1836 года Роузы эмигрировали в США, где позже получили гражданство и поселились в доме в Нью-Йорке в 1837 году. Вскоре Роузы открыли в своем доме небольшой магазин «Галантерея и парфюмерия», где Эрнестина продавала свою парфюмированную туалетную воду, а Уильям держал лавку серебряных дел мастера.

## Аболиционистка, атеистка, феминистка, суфражистка

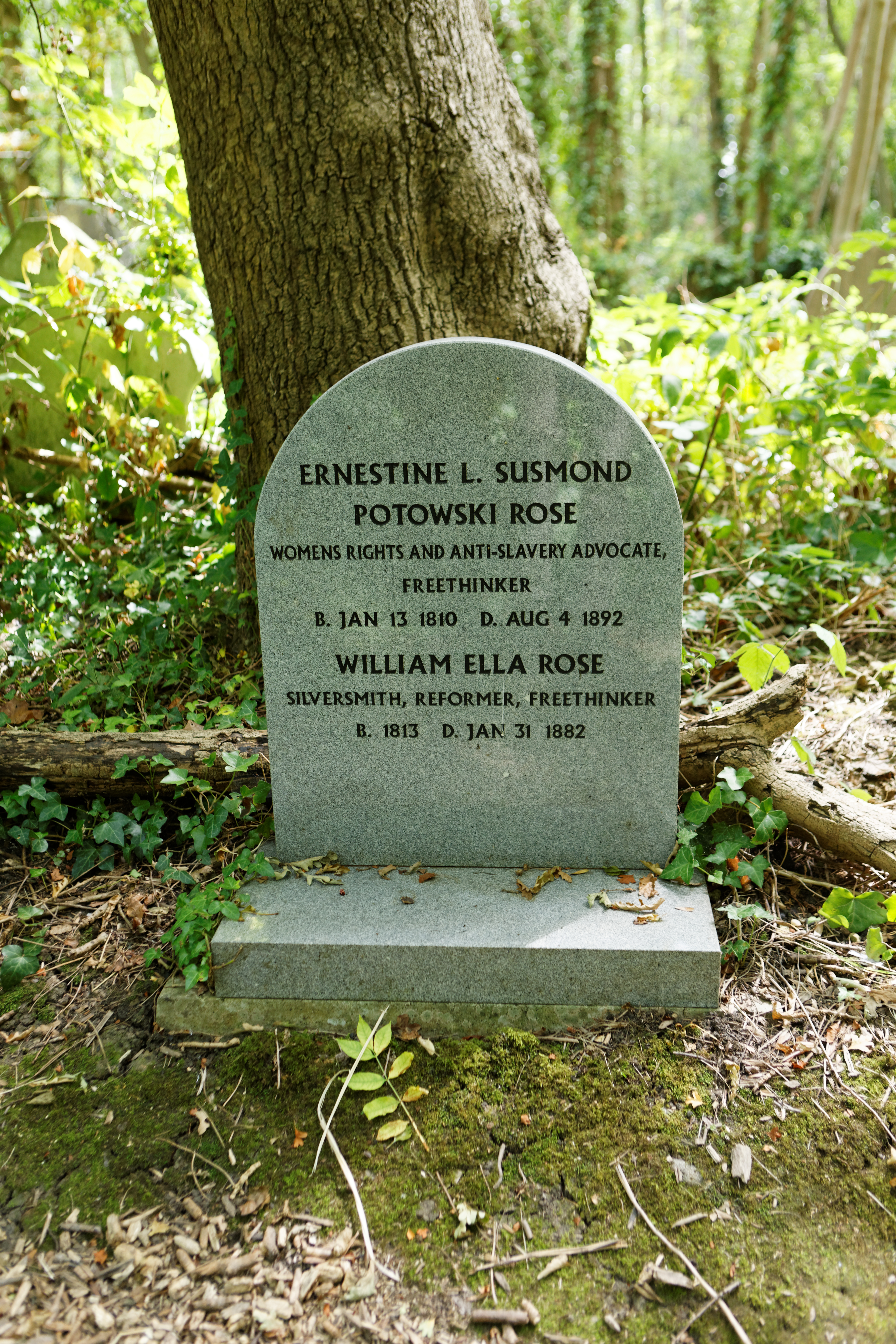
Могила Роуз на Хайгейтском кладбище

Вскоре Роуз начала читать лекции на темы, которые интересовали ее больше всего, вступила в «Общество моральных филантропов» и отправилась в разные штаты, чтобы отстаивать свои идеи: отмену рабства, религиозную терпимость, государственное образование и равноправие женщин. Ее лекции были встречены неоднозначно. Когда она была на Юге и выступала против рабства, один рабовладелец сказал ей, что «вымазал бы ее смолой и перьями, будь она мужчиной». Когда в 1855 году ее пригласили прочитать лекцию против рабства в Бангоре, штат Мэн, местная газета назвала ее «женщиной-атеисткой… в тысячу раз хуже проститутки». Когда Роуз ответила на это оскорбление в письме в конкурирующую газету, она спровоцировала городскую вражду, которая вызвала такую огласку, что к моменту ее приезда все в городе жаждали ее услышать. Ее самая плохо принятая лекция, вероятно, состоялась в Чарльстоне, Западная Виргиния, где ее лекция о вреде рабства была встречена такой яростной оппозицией и возмущением, что ей пришлось применить значительное влияние, чтобы благополучно выбраться из города.
В 1840-х и 1850-х годах Роуз присоединилась к «пантеону великих американских женщин» — группе, в которую входили такие влиятельные женщины, как Элизабет Кейди Стэнтон, Сьюзен Б. Энтони, Лукреция Мотт, Полина Келлогг Райт-Дэвис и Соджорнер Трут, а также Уильям Ллойд Гаррисон и Фредерик Дугласс, чтобы бороться за права женщин и отмену рабства.
Зимой 1836 года судья Томас Хертелл представил в законодательное собрание штата Нью-Йорк закон о собственности замужних женщин, чтобы изучить методы улучшения гражданских и имущественных прав замужних женщин и позволить им владеть недвижимостью на свое имя. Когда Роуз узнала об этом постановлении, она составила петицию и начала собирать имена в его поддержку. В 1838 году эта петиция была направлена в законодательное собрание штата, несмотря на наличие пяти подписей. Это была первая в истории петиция в пользу прав для женщин. В последующие годы она увеличивала как количество петиций, так и число подписей. В 1849 году эти права были окончательно закреплены.
В 1850 году Роуз выступила одной из организаторов первого конгресса американских женщин в штате Массачусетс, сыгравшего заметную роль в формулировании требований феминистического движения. Роуз также посещала с выступлениями многочисленные конференции и съезды, включая, в частности, Первый национальный съезд неверных, Библейский съезд в Хартфорде, съезд по правам женщин в Табернакле, Нью-Йорк, десятый национальный съезд Национального съезда по правам женщин в Купер-Юнион, Нью-Йорк, съезд по правам женщин штата в Олбани, Нью-Йорк, и собрание Ассоциации равных прав, на котором произошел раскол.
Роуз была избрана президентом Национального собрания по правам женщин в октябре 1854 года, несмотря на возражения, что она была атеисткой. Ее избрание было активно поддержано Сьюзен Б. Энтони, которая заявила, что «каждая религия — или ни одна — должна иметь равное право на платформе».
Хотя она никогда не придавала большого значения своему еврейскому происхождению, но выступала против проявлений антисемитизма. Так, в 1863 году Роуз вступила в получившую большой резонанс публичную полемику с Горацием Сивером, аболиционистом и редактором газеты «Boston Investigator» («Бостонский расследователь»), в которой часто печаталась сама. Она упрекала его в антисемитизме за нападки на евреев и подчеркнула вклад этого народа в культуру человечества.
В 1869 году она успешно пролоббировала в Нью-Йорке закон, который позволял замужним женщинам сохранять свою собственность и иметь равные права на опекунство над детьми. В том же году как предводительница радикальных суфражисток стала одной из основательниц Суфражистского общества. 
В последние годы жизни, после шестимесячной поездки в Европу, она старалась держаться подальше от платформ и споров. Однако через 6 месяцев она выступила с заключительной речью на общенациональном съезде по правам женщин. Ее здоровье снова пошатнулось, и 8 июня 1869 года она вместе с мужем отплыла в Англию. Сьюзен Б. Энтони устроила для них прощальную вечеринку, и пара получила множество подарков от друзей и поклонников, включая значительную сумму денег.
После 1873 года ее здоровье улучшилось, и она начала выступать за женское избирательное право в Англии, даже посетила конференцию Движения за женское избирательное право в Лондоне и выступила в Эдинбурге, Шотландия, на большом общественном собрании в поддержку женского избирательного права.
Она умерла в Брайтоне, Англия, в 1892 году и была похоронена на Хайгейтском кладбище.